# Lista över utvalda konstverk i Sverige i Europeana 280
Lista över utvalda konstverk i Sverige i Europeana 280 förtecknar verk i Sverige, som valdes ut 2015–16 av svenska konstinstitutioner för att representera Sverige i projektet Europeana 280.
De svenska konstinstitutionerna valde ut 14 konstverk, varav 10 ingick i Europeanas slutliga sammanställning av europeiska konstverk.

## De tio konstverken i Europeanas utställning
| bild | namn                                            | konstnär                       | år           | typ          | plats                           | koordinater                                         |
| ---- | ----------------------------------------------- | ------------------------------ | ------------ | ------------ | ------------------------------- | --------------------------------------------------- |
|      | Döden spelar schack                             | Albertus Pictor                | 1480-talet   | muralmålning | Täby kyrka                      | 59°29′27″N 18°3′24″Ö / 59.49083°N 18.05667°Ö        |
|      | Vertumnus                                       | Giuseppe Arcimboldo            | 1590–91      | olja på duk  | Skoklosters slott               | 59°42′11″N 17°37′17″Ö / 59.70306°N 17.62139°Ö       |
|      | Kökspigan                                       | Rembrandt Harmenszoon van Rijn | 1651         | olja på duk  | Nationalmuseum, Stockholm       | 59°19′43″N 18°04′40″Ö / 59.32861°N 18.07778°Ö       |
|      | Porträtt av en violinist                        | Anne Vallayer-Coster           | omkring 1773 | olja på duk  | Nationalmuseum, Stockholm       | 59°19′43″N 18°04′35″Ö / 59.32861°N 18.07639°Ö       |
|      | Ritande gossar                                  | Sofie Ribbing                  | 1864         | olja på duk  | Göteborgs konstmuseum, Göteborg | 57°41′47.0″N 11°58′45.2″Ö / 57.696389°N 11.979222°Ö |
|      | Staden                                          | August Strindberg              | 1903         | olja på duk  | Nationalmuseum, Stockholm       | 59°19′43″N 18°04′45″Ö / 59.32861°N 18.07917°Ö       |
|      | Porträtt av Venny Soldan-Brofeldt               | Hanna Pauli                    | 1866/67      | olja på duk  | Göteborgs konstmuseum, Göteborg | 57°41′47.0″N 11°58′55.2″Ö / 57.696389°N 11.982000°Ö |
|      | Karin vid stranden                              | Carl Larsson                   | 1908         | akvarell     | Malmö konstmuseum, Malmö        | 55°36′17″N 12°59′23″Ö / 55.60472°N 12.98972°Ö       |
|      | Ännu sitter Tuvstarr kvar och ser ner i vattnet | John Bauer                     | 1913         | akvarell     | Malmö konstmuseum               | 55°36′17″N 12°59′03″Ö / 55.60472°N 12.98417°Ö       |
|      | Den döende dandyn                               | Nils Dardel                    | 1918         | olja på duk  | Moderna museet, Stockholm       | 59°19′34″N 18°05′03″Ö / 59.32611°N 18.08417°Ö       |

## Ytterligare konstverk utvalda av svenska konstinstitutioner för Europeana 280
| bild | namn                                                        | konstnär             | år            | typ                                                              | plats                     | koordinater                                         |
| ---- | ----------------------------------------------------------- | -------------------- | ------------- | ---------------------------------------------------------------- | ------------------------- | --------------------------------------------------- |
|      | Dubbelporträtt. Arkitekten Jean-Rodolphe Perronet med maka. | Alexander Roslin     | 1754          | olja på duk                                                      | Göteborgs konstmuseum     | 57°41′47.0″N 11°58′55.2″Ö / 57.696389°N 11.982000°Ö |
|      | Hetsigt kärlekspar                                          | Johan Tobias Sergel  | 1770–80       | teckning med penna och brunt bläck, lavering i brunt, på papper. | Nationalmuseum, Stockholm | 59°19′40″N 18°04′45″Ö / 59.32778°N 18.07917°Ö       |
|      | Konungarnas tillbedjan                                      | Johannes Kielberg    | bonadsmålning | 1780–90                                                          | Hallands konstmuseum      | 56°40′50.6″N 12°51′43.7″Ö / 56.680722°N 12.862139°Ö |
|      | Hästtämjaren                                                | Gösta Adrian-Nilsson | 1916          | olja på duk                                                      | Norrköpings konstmuseum   | 58°34′59″N 16°11′27″Ö / 58.58306°N 16.19083°Ö       |